# Tighedouine
Tighedouine (en berbère : ⵜⵉⵖⴷⵡⵉⵏ), anciennement nommée Arba-Tirhedouine, est une commune rurale de la province d'Al Haouz, dans la région de Marrakech-Safi, au Maroc. Elle ne dispose pas de centre urbain. Son chef-lieu est un village du même nom.
La commune rurale de Tighedouine est située dans le caïdat de Mesfioua, lui-même situé au sein du cercle de Touama.

## Géographie
Le village est situé dans la vallée du Zat, affluent de l'oued Tensift.

## Historique
La commune de Tighedouine, créée en 1959 sous le nom de Arba-Tirhedouine, fait partie des 763 premières communes qui ont été formées lors du premier découpage communal qu'a connu le Maroc, elle se trouvait dans la province de Marrakech, précisément dans le cercle des Aït Ourir.
Avant le dernier décret datant de 2010, relatif à l'organisation territorial de la province d'Al Haouz, la commune de Tighedouine se trouvait toujours dans le caïdat de Mesfioua mais au sein du cercle d'Aït Ourir. À partir de 2010, Tighedouine est située dans le caïdat de Mesfioua, relevant du cercle de Touama.

## Démographie
Elle a connu, de 1994 à 2004 (années des derniers recensements), une hausse de population, passant de 20 939 à 22 353 habitants.

## Administration et politique
La commune de Tighedouine dispose d'un centre de santé communal avec accouchement dans son chef-lieu et de quatre dispensaires ruraux dans les douars de Zat, Tamaroute, Aït Aacha et Toulouzine.